# القبة (حبيش)

تعديل مصدري - تعديل

القبة محلة تابعة لقرية السهلة، التابعة لعزلة بني الضاحتين بمديرية حبيش إحدى مديريات محافظة إب في الجمهورية اليمنية، بلغ تعداد سكانها 45 حسب تعداد اليمن لعام 2004.